# Campionati europei di aquathlon del 2015
I Campionati europei di aquathlon del 2015 (III edizione) si sono tenuti a Colonia in Germania, in data 27 giugno 2015.
Tra gli uomini ha vinto il ceco Tomáš Svoboda. Tra le donne ha trionfato la britannica Hannah Kitchen.
Si sono aggiudicati il titolo europeo nella categoria junior rispettivamente il ceco Urh Klenovšek e la connazionale Simona Simunkova.
La gara Under 23 è andata allo spagnolo Alejandro Cañas e alla slovena Jana Koradej.

## Risultati

### Élite uomini
| Pos. | Atleta                   | Paese       | Nuoto    | Corsa    | Totale   |
| ---- | ------------------------ | ----------- | -------- | -------- | -------- |
|      | Tomáš Svoboda            | Rep. Ceca   | 00:13:11 | 00:15:48 | 00:29:30 |
|      | Dmytro Malyar            | Ucraina     | 00:13:22 | 00:15:40 | 00:29:38 |
|      | Sergiy Kurochkin         | Ucraina     | 00:13:21 | 00:15:54 | 00:29:49 |
| 4    | Jakub Powada             | Rep. Ceca   | 00:12:42 | 00:16:50 | 00:30:07 |
| 5    | Chris Wigell             | Australia   | 00:13:25 | 00:16:16 | 00:30:13 |
| 6    | Jiri Kalus               | Rep. Ceca   | 00:13:23 | 00:16:27 | 00:30:24 |
| 7    | Alejandro Cañas          | Spagna      | 00:13:18 | 00:16:48 | 00:30:38 |
| 8    | Samuel Wade              | Regno Unito | 00:13:27 | 00:16:48 | 00:30:45 |
| 9    | Matija Lukina            | Croazia     | 00:13:27 | 00:16:55 | 00:30:52 |
| 10   | Jeffrey Reijnders        | Paesi Bassi | 00:13:10 | 00:17:33 | 00:31:24 |
| 11   | Urh Klenovšek            | Slovenia    | 00:13:26 | 00:17:31 | 00:31:31 |
| 12   | Volodymyr Polikarpenko   | Ucraina     | 00:13:24 | 00:17:33 | 00:31:33 |
| 13   | Camilo Puertas Fernandez | Spagna      | 00:13:31 | 00:17:34 | 00:31:44 |
| 14   | Neil Eddy                | Regno Unito | 00:13:36 | 00:17:36 | 00:31:48 |
| 15   | Michael Lewis            | Regno Unito | 00:13:22 | 00:17:58 | 00:31:51 |
| 16   | Mark Mandic              | Slovenia    | 00:14:07 | 00:17:18 | 00:32:06 |
| 17   | Dominik Ehinlanwo        | Germania    | 00:13:18 | 00:18:42 | 00:32:36 |
| 18   | Jesse Lormans            | Belgio      | 00:14:03 | 00:18:16 | 00:32:55 |
| 19   | Nik Kojc                 | Slovenia    | 00:13:05 | 00:19:23 | 00:33:04 |
| 20   | Robin Wickersheim        | Germania    | 00:14:56 | 00:22:25 | 00:38:03 |

### Élite donne
| Pos. | Atleta              | Paese       | Nuoto    | Corsa    | Totale   |
| ---- | ------------------- | ----------- | -------- | -------- | -------- |
|      | Hannah Kitchen      | Regno Unito | 00:13:57 | 00:19:10 | 00:33:39 |
|      | Jana Koradej        | Slovenia    | 00:14:22 | 00:19:05 | 00:34:03 |
|      | Jitka Rudolfova     | Rep. Ceca   | 00:14:48 | 00:18:48 | 00:34:17 |
| 4    | Pauline Purro       | Svizzera    | 00:14:24 | 00:20:07 | 00:35:06 |
| 5    | Simona Simunkova    | Rep. Ceca   | 00:14:24 | 00:20:27 | 00:35:24 |
| 6    | Pavlina Svadlenkova | Rep. Ceca   | 00:15:39 | 00:19:31 | 00:35:55 |
| 7    | Marije Dankelman    | Paesi Bassi | 00:14:34 | 00:20:51 | 00:36:03 |
| 8    | Sonja Skevin        | Croazia     | 00:14:35 | 00:21:02 | 00:36:17 |
| 9    | Irene Cabrera       | Spagna      | 00:14:53 | 00:21:56 | 00:37:29 |
| 10   | Cindy Pomares       | Francia     | 00:15:51 | 00:22:58 | 00:39:31 |
| 11   | Kaja Schroeder      | Germania    | 00:15:40 | 00:24:19 | 00:40:41 |

### Junior uomini
| Pos. | Atleta            | Paese       | Nuoto    | Corsa    | Totale   |
| ---- | ----------------- | ----------- | -------- | -------- | -------- |
|      | Urh Klenovšek     | Slovenia    | 00:13:26 | 00:17:31 | 00:31:31 |
|      | Michael Lewis     | Regno Unito | 00:13:22 | 00:17:58 | 00:31:51 |
|      | Mark Mandic       | Slovenia    | 00:14:07 | 00:17:18 | 00:32:06 |
| 4    | Dominik Ehinlanwo | Germania    | 00:13:18 | 00:18:42 | 00:32:36 |
| 5    | Nik Kojc          | Slovenia    | 00:13:05 | 00:19:23 | 00:33:04 |

### Junior donne
| Pos. | Atleta           | Paese       | Nuoto    | Corsa    | Totale   |
| ---- | ---------------- | ----------- | -------- | -------- | -------- |
|      | Simona Simunkova | Rep. Ceca   | 00:14:24 | 00:20:27 | 00:35:24 |
|      | Marije Dankelman | Paesi Bassi | 00:14:34 | 00:20:51 | 00:36:03 |

### Under 23 uomini
| Pos. | Atleta                   | Paese    | Nuoto    | Corsa    | Totale   |
| ---- | ------------------------ | -------- | -------- | -------- | -------- |
|      | Alejandro Cañas          | Spagna   | 00:13:18 | 00:16:48 | 00:30:38 |
|      | Camilo Puertas Fernandez | Spagna   | 00:13:31 | 00:17:34 | 00:31:44 |
|      | Jesse Lormans            | Belgio   | 00:14:03 | 00:18:16 | 00:32:55 |
| 4    | Robin Wickersheim        | Germania | 00:14:56 | 00:22:25 | 00:38:03 |

### Under 23 donne
| Pos. | Atleta         | Paese    | Nuoto    | Corsa    | Totale   |
| ---- | -------------- | -------- | -------- | -------- | -------- |
|      | Jana Koradej   | Slovenia | 00:14:22 | 00:19:05 | 00:34:03 |
|      | Irene Cabrera  | Spagna   | 00:14:53 | 00:21:56 | 00:37:29 |
|      | Kaja Schroeder | Germania | 00:15:40 | 00:24:19 | 00:40:41 |